# Ханна Подольська
Ханна Подольська (16 травня 1880 — 15 лютого 1972) — чеська модельєрка та підприємиця, одна із найважливіших творців довоєнної чехословацької моди та власниця найвідомішого вітчизняного салону моди 1930-1940-х років.
Заснувала модельний дім в самому центрі Праги, клієнтами якого були соціально важливі жінки Першої республіки та епохи протекторату, включаючи першу леді Хану Бенешову й акторку Адіну Мандлову.
Подольська була першою чеською дизайнеркою, яка користувалася професійними манекенами, влаштовувала власні модні покази.
Одяг модельєрки можна побачити в кількох відомих фільмах Першої республіки. Завдяки її успіхам та значному внеску в чехословацьку моду Подольську іноді називають «чеською Коко Шанель».
Після лютого 1948 року її бізнес був націоналізований, і як частина центрального національного підприємства він існував до 1991 року.

## Дитинство та юність
Йоганна (уроджена Вошалік) народилась 16 квітня 1880 року у забезпеченій родині архітектора та успішного будівельника Франтішека Вошаліка у Мерхаузені. Невдовзі її почали називати Ханною. Дівчинка була однією з дванадцяти братів і сестер, з яких лише половина дожила до повноліття.
Будівельна компанія батька Vošahlík мала велику кількість замовлень, головним чином у Німеччині й Австро-Угорщині, що зробило сім'ю заможною, але після смерті батька у 44-річному віці від туберкульозу компанія зазнала фінансових труднощів. Близько 1890 року, разом з матір'ю та п'ятьма іншими братами і сестрами Хана Подольська переїхала до Праги, де вона керувала великою крамницею.

## Навчання та розвиток бізнесу
У 1894 році Ханна почала вчитися на швачку у Анежки Фішерови у Празі. Після сварки з нею (молода Подольська отримала від Фішерови ляпас, нібито через суперечки)  пішла з навчання, однак, завдяки своєму таланту, почала самостійно шити дома і таким заробітком допомагала матері нагодувати сім'ю. У 1905 році, завдяки фінансовій підтримці чоловіка, вона відкрила власну невелику майстерню в місті Нусл (Прага), а в 1908 році на вулиці Вишеградська в Празі заснувала кравецький магазин під назвою «Салон п'яти царів». Компанія була успішною, і в 1914 році Подольська перенесла свій бізнес на вигідніше місце - у центр міста.

## Успіх у роботі
Через рік вона разом із сім'єю (чоловіком та двома маленькими синами) переїхала до розкішної квартири на четвертому поверсі палацу Люцерни, де відкрила студію моди. Бізнес після Першої світової війни поступово перетворився на розкішний модельний будинок, а в період між двома світовими війнами тут працює вже кілька десятків швачок.. Було створено майстерню капелюхів і в'язального виробництва. Опублікувала навіть власні журнали мод Fashion and Taste та Eva . Приміщення Люцерни незабаром розширилося і включило більше кімнат, у тому числі спеціальні випробувальні кабіни з багаторежимним освітленням, саме тут Подольська незабаром організувала перший показ мод в Празі і по всьому штату. 
Вже в 1919 році її моделі почали з’являтися у чехословацьких журналах моди. Ханна співпрацювала з відомими фотографами: у 1920-х роках — з Френсісом Дртілолем, який зображував жінку як красиву та впевнену у собі особистість, а наприкінці 1930-х — з Франтішеком Вобецким. Поступово на підприємстві почала працювати практично вся її родина — чоловік Віктор Подольський, який через це залишив живопис, а згодом і обидва сини: старший Віктор став кравцем, а молодший Мілош — фуршером. Разом із ними працювали і їхні дружини — дружина Мілоша Єва була весільною художницею, а дружина Віктора — Вєра Черна. У період з 1922 до 1938 року Подольська також співпрацювала з проектувальницею та дизайнеркою Хедвіг Вльковою, яка згодом відкрила власний кравецький салон під назвою «Хеда Влькова». Вона взяла до себе частину колишніх співробітниць Подольської, серед яких були актриси Елішка Плєйова та Іржина Шейбалова.
У 1931 році компанія дизайнерки переїхала до просторих площ в новобудовах палацу Андрія на розі вулиці Юнгманнової, який займав три поверхи, в тому числі на еко-поверсі для замовників і зал для шоу з місткістю 300 чоловік. На першому поверсі знаходився магазин тканин головного постачальника салону Йозефа Бархона. Колекції салону продавались і за кордоном. А сама дизайнер поступово отримала прізвисько «Чеська Коко Шанель».
Салон з офіційною назвою «модельний будинок Ханна Подольська», незабаром приєднався до компанії Олдріха Розенбаума як один із найважливіших та найрозкішніших дамських салонів моди та по всій міжвоєнній Чехословаччині . Обидва будинки моди спеціалізувалися на класичному одязі, а також виготовляли пальта, шапки, нічну білизну (халати) та взуття. Виробництвом костюмів опікувалась Подольська, тоді як Розенбаум більше спеціалізувався на сукнях. Обидва підприємці створювали власні колекції, презентували їх на сезонних і міжсезонних показах, а також певною мірою співпрацювали, регулярно телефонуючи одне одному, щоб уникнути випуску схожих моделей після повернення з паризьких модних показів. Ще одним, хоча й менш значним конкурентом, був «Модельний будинок Рубічека» Арнощки Рубічкової.

### Метод роботи
Подольська працювала дуже професійно. Робота розпочиналася вже о п'ятій годині ранку, і, хоча вона вирішувала тільки стиль своїх моделей, була особисто присутня на всіх тестах. Її смак можна характеризувати, як тверезий та вишуканий англійський стиль, натхненний Францією.
Власниця салону щороку відвідувала світові покази мод, зокрема як мінімум двічі — у Парижі. Гонорари за участь у паризьких показах перевищували 30 тисяч крон. Зазвичай Подольська відвідувала такі заходи разом зі своєю художницею Гедвіг Вльковою. Остання також допомагала обходити заборони на малювання та фотографування, виходячи в туалет, щоб робити замальовки моделей одягу за вказівками Подольської. Сама Подольська використовувала ці ідеї для створення нових колекцій свого салону. 

## Костюми для театру та кіно
Для оперної співачки Ярміли Новотни Подольська в 1927 році створила історичні костюми 19-го століття для ролі Віолетти в новій постановці опери Джузеппе Верді «Травіата» . Сама Новотна попросила дозволу на створення костюмів її особистою кравчинею результатом цієї співпраці став, наприклад, чудовий чорний оксамитовий кринолін з великою кількістю бісеру і блискіток і дорогоцінними каменями, посадженими вишивкою. Співачка з цим одягом була дуже задоволена і на додаток Празька опера в них представилась на сценах кількох інших європейських міст (Берлін, Відень і Кельн) та Америки (Сантьяго-де-Чилі, Буенос-Айрес і Ріо-де-Жанейро). Можливо, найважливіший оперний театр, в якому були спектаклі представлені, це в Нью-Йорку Метрополітен-опера, в архіві якої і досі знаходиться портрет модельєра і самої сукні, які співачка подарувала опері в 1983 році.
Подольська також проектувала костюми для декількох фільмів, в тому числі халати Адіна Алмонд і Ліді Барр у фільмах ''Золотої Катерини'' (1934) і ''Катакомби'' (1940), ввесь одяг у фільмі ''Маскування коханки'' (1940) і, зокрема, ефектними і вже сучасною критикою цінні халати Адіни Мигдаль у фільмі ''Християн'' (1940) де вона грає головну роль спокусливої фатальної жінки Сьюзен. Співпраця Подольської з Мандловою була дещо тіснішою — хоча вона не існувала в кіноіндустрії в середині 20 століття.   Розміщення продукту в справжньому розумінні цього слова, в ''Катакомбах'' знаходиться сцена, в якій досить довгий час в кадрі був напис «Модельний будинок Хани Подольської». Актриса висловила велике захоплення дизайнеру.
Також в салоні створені костюми для Марії Брожови у виставі, " Вентилятор леді Віндермер " в Празькому камерному театрі а також для кількох спектаклів та фільмів німецького протекторату. 

## Воєнні роки та повоєнний час
Період протекторату та Другої світової війни пережив модельний будинок без великих труднощів і зберіг високий художній та ремісничий рівень виробництва.  У салон війна потрапила тільки як загальна проблема — погіршилась доступність якісних матеріалів.
Сама Подольська пережила війну відносно спокійно, на відміну від Олдріха Розенбаума, який був змушений емігрувати в 1938 році через своє єврейське походження, а в 1942 р. його бізнес був розформований.
Після війни салон продовжував свою діяльність, а незабаром навіть взяв участь у важливій рекламній акції — Чехословацькому тижні моди , що відбувся в липні 1947 року в Маріанських Лазнях.
Після перевороту в лютому 1948 р. Чехословацькі будинки моди, які перебувають у приватній власності, були націоналізовані . Салон Хани Подольської був націоналізований у червні 1948 р., згодом нову компанію-правонаступницю було включено до фабрики одягу Іржі Волкера а її директора було обрано серед співробітників — це майстер Карел Кадлец. Через три місяці завод був включений до національної компанії з одягу .
У цей період в салоні виникли проблеми, які торкнулися всієї індустрії моди в соціалістичній Чехословаччині . Перш за все, вона втратила зв'язок з усіма світовими центрами моди (включаючи Париж) і все-таки довелося боротися з відсутністю якісних тканин, які досі були доступними. Відбулося подальше зниження заможних клієнтів — після єврейських замовників, які емігрували або загинули під час війни, після лютневого перевороту розпочалася класова боротьба, від імені якої заможні громадяни поступово були позбавлені своєї власності . Навпаки, нові клієнти салонів були членами розвідки Першої Республіки та середнього класу, а також представники нового панівного класу.
У 1954 році будинок моди був остаточно включений до національної компанії Fashion Works Prague та перейменований у «Фабрику моди Еви». Завод з виробництва зосередилося на в'язанні, хутряних виробах і головних уборах. За непідтвердженими повідомленнями, Подольська була зацікавлена в якості нових моделей і продовжувала «володіти» компанією в цей період. З 1959 по 1963 рік там працювала дизайнер Здена Бауерова, а з 1965 року Інна Арнаут, яка перебувала в салоні до його закриття в 1992 році.

## Родина
11 лютого 1907 р. у Церкві св. Петра і Павла у Вишеграді одружилися з польським аристократом, фотографом та академічним живописцем Віктором Подольським. Вона познайомилася з ним на танцювальному шоу в Стромівці в 1906 р. Подольський дуже любив свою дружину підтримував її в усьому а також фінансово сприяв першій майстерні, яку Подольська відкрила через рік їх весілля. Їх першою резиденцією та місцем розташування був новоміський будинок № 415/II на вулиці Вишеградська . Від шлюбу народилися двоє синів - Мілош та Віктор.
Подольські трагічно загинув в 1926 році, коли він був на полюванні його випадково застрелив власний шофер, який чистив гвинтівку . В 1936 році у віці 26 років його старший син Мілош помер внаслідок невиліковної хвороби після отруєння крові . Мати придушила цю втрату і певний час навіть не керувала своїм бізнесом. Однак незабаром після похорону Мілоша вона поринула в роботу.
Дружина молодшого сина Віктора покинула країну в 1948 році, а незабаром за нею пішла їхня дочка Сузана — після цього Віктор сам спробував емігрувати, але потрапив у Відень, повернувся до Чехословаччини та був ув'язнений, проте, завдяки Марті Готвальд, незабаром був звільнений. Потім він знову почав працювати (разом з матір'ю) в салоні, але вже в 1949 році його звинуватили в антидержавній діяльності, прогулах та безконтрольному способі життя та засудили до 13 років в'язниці.  Його ув'язнили в уранових шахтах і звільнили через дев'ять років у 1958 р., і у зв'язку з його достроковим звільненням він змушений був взяти на себе зобов'язання співпрацювати з Державною безпекою. У 1968 році він емігрував за згодою матері за кордон і більше ніколи її не бачив.

## Останні роки життя
Подольська вирішила залишитися в Чехословаччині через свою старість, хоч і залишилася в країні без близької родини. Вона померла покинутою у віці 92 років у Празі в 1972 р. і все своє майно залишила медсестрі, яка доглядала за нею до смерті. Згідно з непідтвердженими повідомленнями її доглядачка похована у сімейній гробниці 1997 року відповідно. Пам'ятник родині Подольських на кладовищах Ольшани був проданий, а через кілька років навіть саркофаг з урнами та надгробний пам'ятник було вилучено з кладовища.

## Пам'ять про модельєрку
Хана Подольська досі є однією з найкращих чеських модельєрів першої половини ХХ століття. Деякі її моделі зараз зберігаються в сховищах Празького музею декоративних мистецтв, інші є частиною приватних колекцій.
Її роботи були представлені на двох профільних виставках Музею декоративного мистецтва:
- Празькі салони моди 1900—1948 рр. (Виставка проходила з грудня 2011 р. по квітень 2012 р.)[32]
- Хана Подольська, легенда чеської моди (виставка проходила з серпня 2018 року по січень 2019 року).[33]

Десять її моделей були представлені на виставці 13 палат Першої республіки , яка проходила з липня по жовтень 2017 року в Празькому танцювальному домі . Історичний костюм за участю оперної співачки Джарміли Новотні в «Травіаті» в столичній опері у Нью-Йорку був представлений на виставці з вересня 2015 року по січень 2016 року в муніципальному будинку Праги.